# Cnephasia conspersana
Cnephasia conspersana es una especie de polilla perteneciente al género Cnephasia, categorizada en la tribu Cnephasiini, de la subfamilia Tortricinae.

## Distribución
Se distribuye por Gran Bretaña.

## Taxonomía
Fue descrita por Douglas en 1846 y publicada por primera vez en (Cnephasia), Zoologist 4: 1267.